# 孫楫
孫楫（1827年—1902年），字濟川，號駕航，山东济宁人，清朝政治人物。

## 生平
咸丰二年（1852年）壬子科二甲二十名进士，选庶吉士，散馆授内阁中书。历礼部主客司郎中记名御史、福建道监察御史、陕西道监察御史、工科给事中、户科给事中、广东按察使、盐运使、广东雷州府知府、广州府知府、广西右江兵备道、湖南按察使、扬州知府等职，官至顺天府府尹。光緒二十八年卒于京师寓次。

## 家族
祖父孙瑞珍，户部尚书。从父孫毓汶，兵部尚書。